# Mike J. Rogers

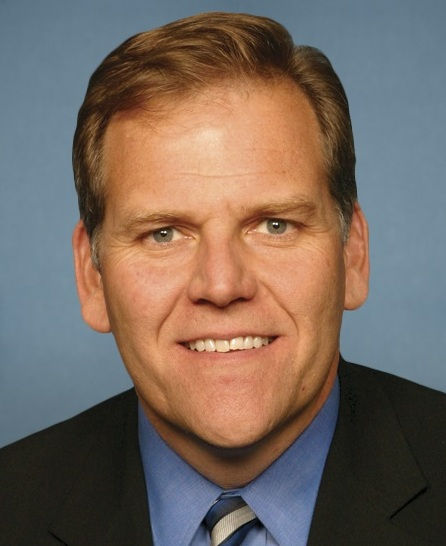
Mike J. Rogers

Michael J. „Mike“ Rogers (* 2. Juni 1963 im Livingston County, Michigan) ist ein US-amerikanischer Politiker. Von 2001 bis 2015 vertrat er den Bundesstaat Michigan im US-Repräsentantenhaus.

## Werdegang
Mike Rogers besuchte bis 1985 das Adrian College in Michigan und war zwischen 1985 und 1989 Soldat der US Army. Von 1989 bis 1994 arbeitete er in Chicago für das FBI. Dort war er bei der Bekämpfung der Korruption und des organisierten Verbrechens eingesetzt. Politisch schloss sich Rogers der Republikanischen Partei an. Von 1995 bis 2000 saß er im Senat von Michigan. Dort leitete er seit 1999 die republikanische Fraktion.
Rogers ist einer der ausführenden Produzenten für die CNN-Fernsehreihe Declassified: Untold Stories of American Spies.
Mike Rogers ist verheiratet und hat seinen privaten Wohnsitz in Howell (Michigan).

### Kongress-Abgeordneter
Bei den Kongresswahlen des Jahres 2000 wurde Rogers im achten Wahlbezirk von Michigan in das US-Repräsentantenhaus in Washington, D.C. gewählt, wo er am 3. Januar 2001 die Nachfolge von Debbie Stabenow antrat. Nach sechs Wiederwahlen konnte er sein Mandat im Kongress bis zum 3. Januar 2015 ausüben. Zuletzt wurde er bei den Kongresswahlen des Jahres 2012 mit 58,6 % der Stimmen wiedergewählt. Im Jahr 2014 verzichtete er auf eine erneute Kandidatur; sein Nachfolger wurde mit Mike Bishop erneut ein Republikaner.
Rogers war unter anderem Mitglied im Ausschuss für Energie und Handel und im ständigen Geheimdienstausschuss (Vorsitzender 2011–2015) sowie in einigen Unterausschüssen. Von ihm stammt die Gesetzesvorlage Cyber Intelligence Sharing and Protection Act (CISPA), die als Nachfolger des Stop Online Piracy Act gehandelt wird, und die Ende April 2012 vom Repräsentantenhaus angenommen wurde.
Den tödlichen Angriff auf das US-Konsulat in Bengasi schrieb Rogers al-Qaida zu; tatsächlich handelte es sich bei den Attentätern um die örtliche Gruppe Ansar al-Scharia. Im Zusammenhang mit der Überwachungs- und Spionageaffäre 2013 warf er den Europäern Undankbarkeit vor, da das Überwachungsprogramm PRISM für Sicherheit sorge.

### Übergangs-Team Trump
Rogers war seit August 2016 Mitglied des sogenannten Transition Teams („Übergangsmannschaft“) Donald Trumps und dort als Leiter des Ressorts Nationale Sicherheit maßgeblich an der Regierungsbildung des designierten US-Präsidenten beteiligt. Am 15. November 2016 teilte er seinen Rückzug aus dem Übergangsteam mit, dessen Leitung zuvor von Rogers Freund Chris Christie an Trumps Stellvertreter Mike Pence übertragen worden war.

### Senatskandidaturen
Etwa ein halbes Jahr, nachdem die Demokratin Debbie Stabenow angekündigt hatte bei der Senatswahl 2024 nicht erneut anzutreten verkündete Rogers seine Kandidatur für den Senatssitz für Michigan. Unter mehreren Republikanischen Kandidaten wurde er zum Favoriten für die Vorwahl, nachdem sich Donald Trump für ihn ausgesprochen hatte. Nachdem drei Konkurrenten nach Trumps Wahlempfehlung ihre Kandidatur zurückgezogen hatten, gewann Rogers die Vorwahl mit 63,2 Prozent, während sich bei den Demokraten Elissa Slotkin durchgesetzt hatte. In der Hauptwahl im November 2024 setzte sich Slotkin mit 48,64 Prozent durch, während Rogers 58,4 Prozent erhalten hatte.
Am 14. April 2025 verkündete Mike Rogers eine erneute Kandidatur bei der Senatswahl 2026, für die Nachfolge von Senator Gary Peters, der nicht erneut antreten wollte. Er versprach in einer Videobotschaft, dass er dem Mandat, das das amerikanische Volk Trump gegeben habe, folgenden liefern würde. Zusammen mit Trump werde er für gutbezahlte Arbeit in Michigan sorgen. Er garantiere, dass er nicht Sozialhilfe für Senioren beschneiden werde.